# Amalia Eriksson
Amalia Eriksson, född Lundström 18 november 1824 i Jönköping, död 25 januari 1923 i Gränna, var en tidig svensk entreprenör (månglerska), känd som den som först tillverkade polkagrisar i Sverige. Hon grundade som fattig änka ett företag i Gränna, där hon tillverkade och sålde polkagrisar.

## Biografi
Amalia Erikssons mor Ingeborg Andersdotter var piga och hennes far Jonas Lundström var hovslagare. Paret fick fem barn. Amalia Eriksson växte upp under enkla förhållanden och modern avled när Amalia endast var nio år gammal. Även hennes far och hennes fyra syskon dog året därefter i en koleraepidemi. Amalia Eriksson arbetade därefter som piga hos systerparet Röding.
Amalia Eriksson var läs- och skrivkunnig, vilket går att se i kärleksbrev till hennes make samt hennes brev till Magistraten i Gränna.
År 1855 flyttade den 31-åriga Amalia Eriksson med systrarna Röding till ett hus på Brahegatan 2 i Gränna. Systrarna Röding hade tidigare haft denna gård som sommarhus, men valde då nu att permanent bosätta sig i Gränna. Där träffade Amalia Eriksson skräddaren och änkemannen Anders Eriksson, med vilken hon efter två års samvaro gifte sig 1857. Eriksson blev gravid med tvillingar. Vid födseln 1858 var ett av barnen dödfött och deras dotter döptes till Ida. Anders Eriksson avled endast en vecka senare i dysenteri. Hon behövde då kunna försörja sin dotter och sig själv på egen hand.
Amalia Eriksson gifte aldrig om sig. Hon avled vid 98 års ålder och var vid sin död Gränna stads äldsta invånare. Amalia Eriksson och dottern Ida vilar i samma grav på Gränna kyrkogård.

## Polkagristillverkningen
Amalia Eriksson tillverkade till en början begravnings-, dop- och bröllopskonfekt. Hon började även tillverka en mindre version av polkagrisar i form av små “kuddar”. För att hon skulle kunna få en inkomst att överleva på, sökte hon tillstånd av Magistraten i Gränna, vilken hon fick den 10 januari 1859:
| ”                     | Gifvet i Grenna den 10 januari 1859 Då Sökanden enligt föreledt Prestbetyg, uppnått myndiga år samt begått Herrans Heliga Nattvard och har god fröjd, finner Magistraten, jemlikt 12 § 1 mom. i Kongl. Hantverksförordningen den 22 december 1846, något hinder icke möta för Sökanden, att här i Staden såsom försörjningsmedel med egna händer idka ”Bagerihantering, gent af gröfre och finare brödsorter och tillverkning af s.k. Polkagrisar”. | „ |
| – Carl Johan Wennberg | |   |

Privilegiebrevet tillät Amalia Eriksson att på heltid försörja sig på att baka och sälja polkagrisar. Detta var före 1864 års näringsfrihetsreform, som gav män och kvinnor samma rättigheter inom näringslivet,  men det var normalt och vanligt för svenska städers myndigheter att utfärda undantagstillstånd för fattiga gifta kvinnor och änkor att bedriva mångleri för sin självförsörjning, och där ingick just tillverkning och försäljning av sötsaker som en vanlig näringsgren.
De första polkagrisarna var klippta som små kuddar. Till en början skedde försäljningen i Erikssons vardagsrum. Kort efter började hon även tillverka polkagrisar i form av stänger och käppar. Hon kunde efter en tid försörja sig helt på polkagristillverkningen och lämna brödbaket. Hon köpte även huset på Brahegatan 2, det som idag inrymmer Hotell Amalia Hus. Amalia Erikssons polkagrisar blev så populära att prins Carl, prinsessan Ingeborg och deras döttrar Margaretha, Märtha och Astrid 1915 tog sig till Gränna för att köpa Erikssons polkagrisar. Polkagristillverkningen fortsatte med hjälp av dottern Ida som tidigt hade blivit upplärd till polkagrisbagare. När dottern avled 1945, tog den första utomstående personen, Greta Nordstedt, över. Polkagriskokeriet flyttade 1989 från Brahegatan till det så kallade Nordstedska huset.

## Eftermäle
Sedan 1997 står i Södra parken i Gränna en staty av Amalia Eriksson som är skapad av Lena Lervik. 
Amalia Erikssons bostad på Brahegatan är sedan 2003 det fyrstjärniga hotellet Amalia hus, och Amalias glasscafé i Gränna hamn är uppkallat efter henne.
Amalia Erikssons polkagrisinnovation har i förlängningen lett till firandet av Polkagrisens dag den 20 april varje år och även VM i polkagristillverkning den 25 juli varje år.

## Galleri

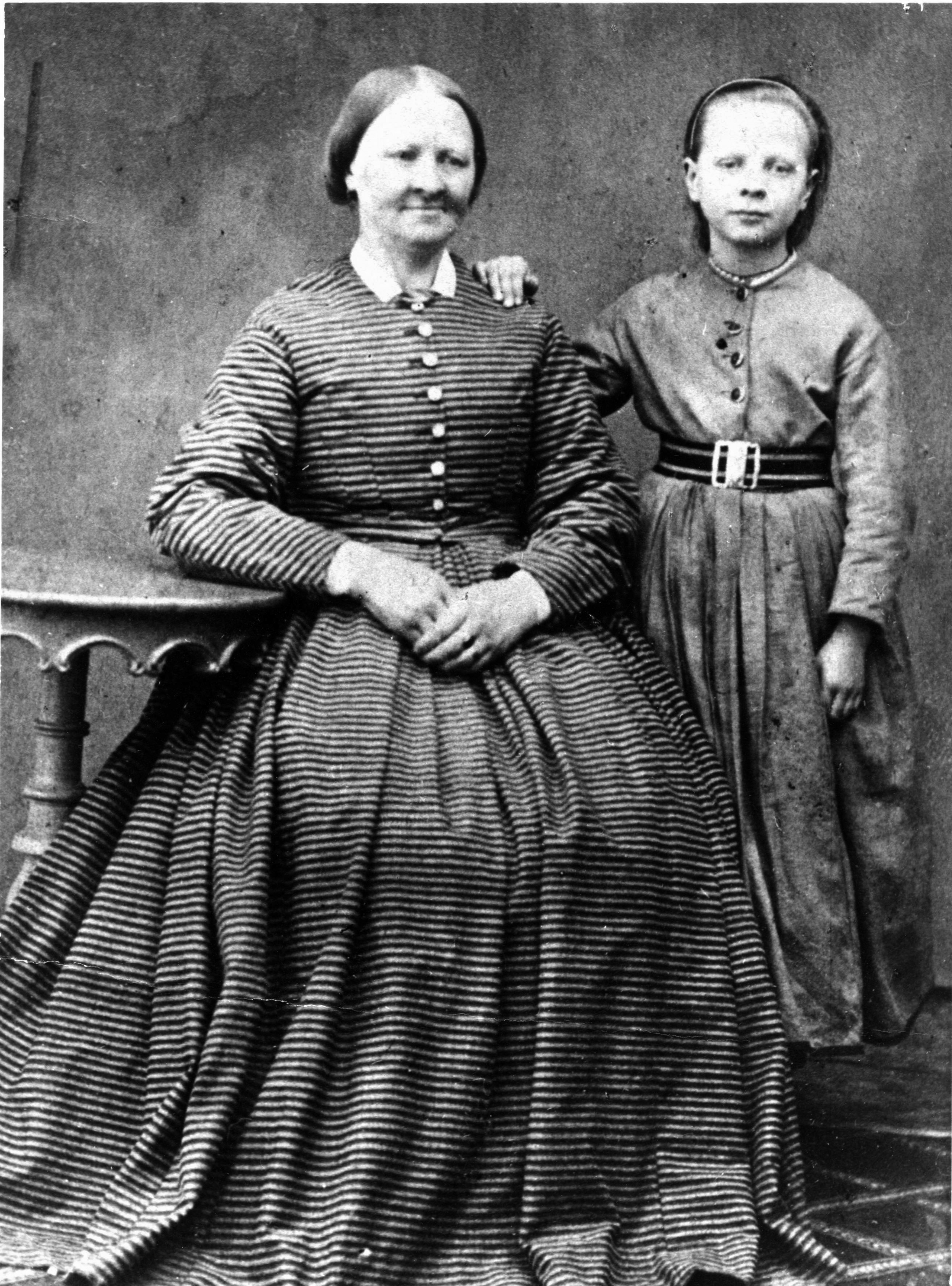
Amalia Eriksson och dottern Ida, omkring 1870
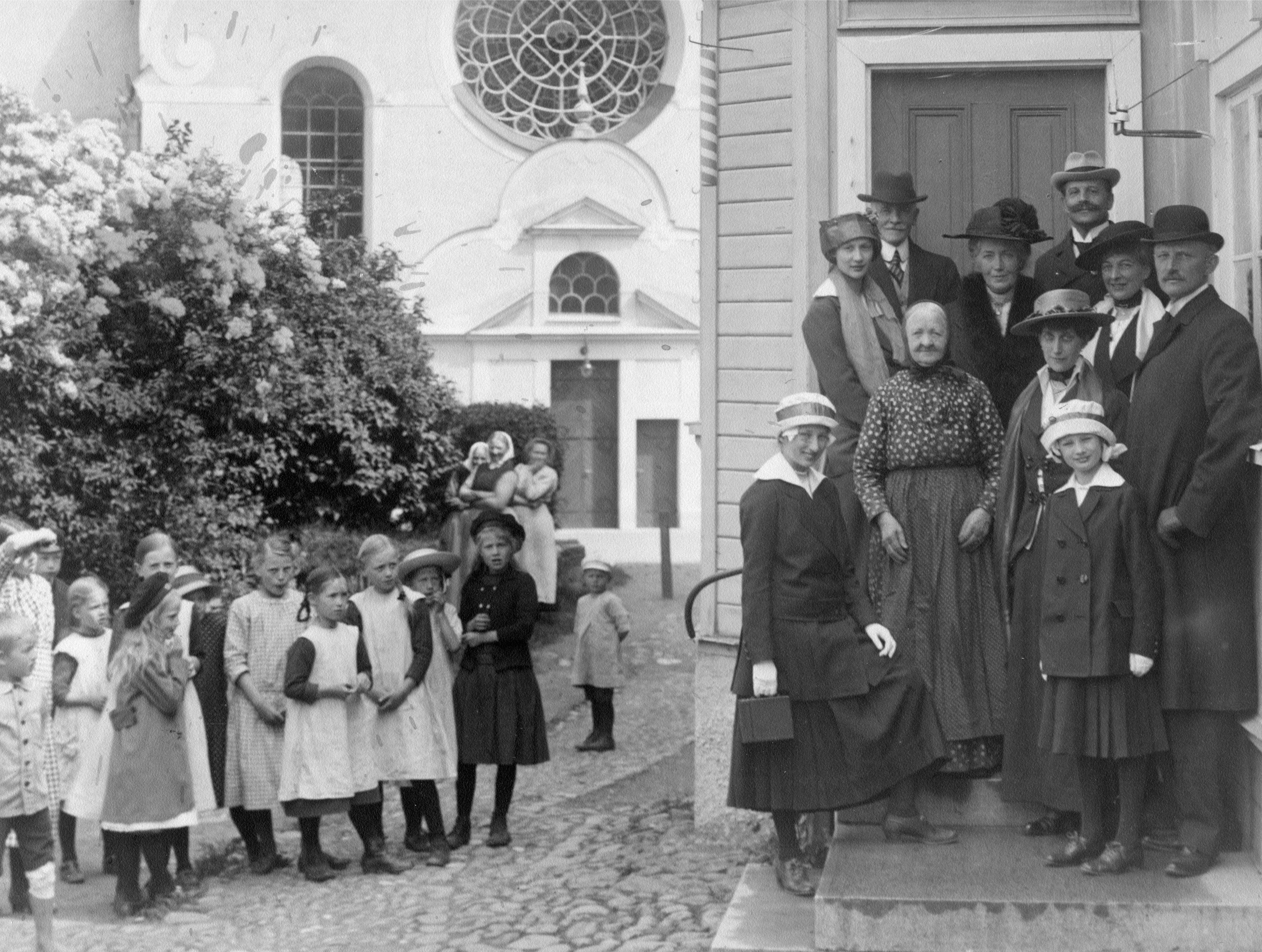
Amalia (i prickig blus) och prins Carl (längst fram till höger) med familj den 22 juli 1915 i Gränna
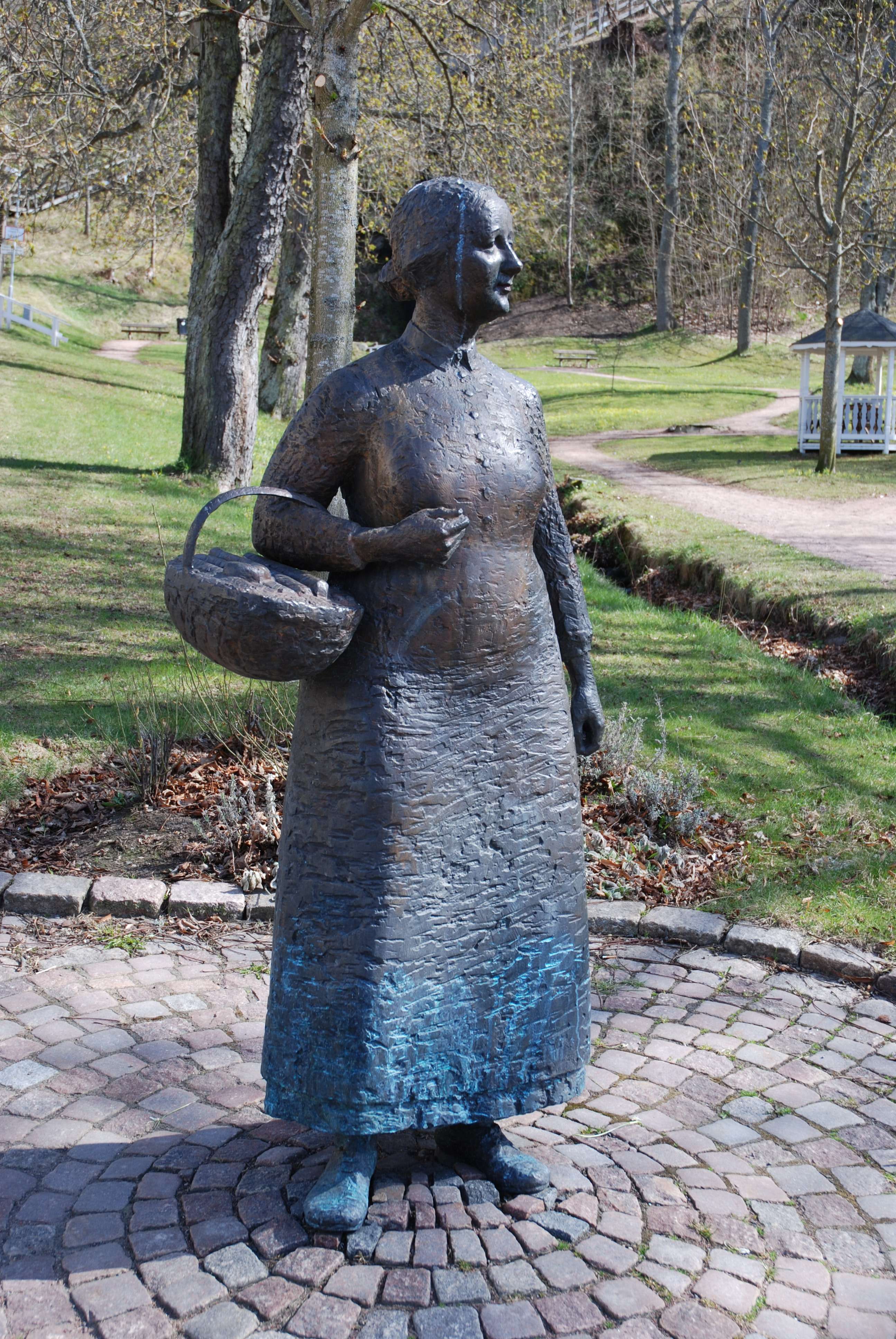
Lena Lerviks staty över Amalia Eriksson i Södra parken i Gränna